# أوليفر غيلمور
أوليفر غيلمور (بالإنجليزية: Oliver Gilmour)‏ هو موزع بريطاني، ولد في 18 ديسمبر 1953.

## وصلات خارجية
- أوليفر غيلمور على موقع ميوزك برينز (الإنجليزية)